# Чупавци 3: Оно си што једу
Чупавци 3: Оно си што једу (енгл. Critters 3: You Are What They Eat) је амерички хорор комични филм из 1991. године, редитељке Кристине Питерсон, са Леонардом Дикаприом, Ејме Брукс, Џоном Калвином и Кетрин Кортез у главним улогама. Директан је наставак филма Чупавци 2: Главно јело из 1988. и трећи је део филмске пенталогије Чупавци.
Најпознатији је по томе што представља филмски деби холивудске звезде, Леонарда Дикаприја. Интересантно је што се још један од главних глумаца из Титаника, Били Зејн, појавио у првом делу Чупаваца.
Дон Кит Опер и Теренс Ман су се по трећи пут вратили у улоге Чарлија и Ага. Од ликова из претходних делова у флешбек сценама се појављује и Сали, коју је тумачила Лин Шеј, као и Бред, главни протагониста прва два филма.
Филм је директно дистрибуиран као видео. Сниман је упоредно са својим наставком који носи наслов Чупавци 4: Нападају твој свемир и који је објављен наредне године. 2018. године је најављено да ће сва четири филма бити заједно објављена као колекција на блу-реј диску.

## Радња
Након догађаја из другог дела, Чарли Мекфејден трага за последњим Чупавцима, с намером да их уништи. Када се они излегу у подруму зграде у Лос Анђелесу, станари покушавају да им побегну. У згради се у тренутку напада, стицајем околности, налази и Џош, чији очух годинама покушава да избаци станаре из зграде. Након што му Чупавци убију очуха, Џош се прикључује осталим станарима, који беже на кров зграде. Ситуација се погоршава када Чупавци запале зграду.

## Улоге
| Глумац                     | Улога               |
| -------------------------- | ------------------- |
| Леонардо Дикаприо          | Џошуа „Џош” Бригс   |
| Ејме Брукс                 | Ени                 |
| Дон Кит Опер               | Чарли Мекфејден     |
| Џон Калвин                 | Клифорд             |
| Нина Акселрод              | Бети Бригс          |
| Џефри Блејк                | Френк               |
| Кристијан и Џозеф близанци | Џони                |
| Теренс Ман                 | Аг                  |
| Вилијам Денис Хант         | гдин Бригс          |
| Хосе Луис Валенсуела       | Марио               |
| Дајана Белами              | Розали              |
| Кетрин Кортез              | Марша               |
| Френсес Беј                | гђа Менгес          |
| Бил Закерт                 | гдин Менгес         |
| Лин Шеј                    | Сали „Сал”          |
| Скот Грамс                 | Бред „Бредли” Браун |